# Irina Voronkova
Pour les articles homonymes, voir Voronkova.
Irina Andreïevna Voronkova (en russe : Ирина Андреевна Воронкова) est une joueuse de volley-ball russe née le 20 octobre 1995 à İstanbul. Elle mesure 1,90 m et joue au poste de réceptionneuse-attaquante.

## Clubs
| Club                     | De        | À         |
| ------------------------ | --------- | --------- |
| SDYUSHOR-65 NIKA         | 2007-2008 | 2009-2010 |
| Dinamo-2                 | 2010-2011 | 2010-2011 |
| Dinamo Kazan             | 2011-2012 | 2013-2014 |
| Zaretchie Odintsovo      | 2014-2015 | 2015-2016 |
| Dinamo Kazan             | 2016-2017 | 2017-2018 |
| VK Lokomotiv Kaliningrad | 2018-2019 | …         |

## Palmarès

### Clubs
- Championnat du monde des clubs
  - Vainqueur : 2014.
- Ligue des champions
  - Vainqueur : 2014.
- Coupe de la CEV
  - Vainqueur : 2017.
- Championnat de Russie
  - Vainqueur : 2013, 2014.
  - Finaliste : 2017, 2018, 2019, 2020.
- Coupe de Russie
  - Vainqueur : 2012, 2016, 2017.
  - Finaliste : 2013.
- Supercoupe de Russie
  - Vainqueur : 2019.
  - Finaliste : 2017, 2020.

### Distinctions individuelles
- Championnat d'Europe féminin de volley-ball des moins de 20 ans 2012: Meilleure marqueuse[4].